# 17696 Bombelli
17696 Bombelli (1997 EH8) là một tiểu hành tinh vành đai chính được phát hiện ngày 8 tháng 3 năm 1997 bởi P. G. Comba ở Prescott.